# FileZilla
FileZilla é um cliente FTP, SFTP e FTPS de código livre para Microsoft Windows e GNU/Linux. É distribuído em licença GNU General Public License. Desde 1 de março de 2007 ocupa a 9ª posição na lista dos mais baixados do SourceForge, desbancando nomes como phpBB, Pidgin e MinGW.
Existe uma versão do programa para uso portátil chamada FileZilla Portable. Com ela, é possível executar o FileZilla diretamente de um disco rígido portátil como um pen-drive.

## História
FileZilla começou como um projeto de estudo em ciência da computação por Tim Kosse e dois colegas na segunda semana de janeiro de 2001.
Antes de começarem a programar, discutiram a respeito de qual licença utilizar para o programa.[carece de fontes?]
Decidiram fazer do FileZilla um projeto de software livre, devido a disponibilidade de diversos clientes FTP e por não acreditar que venderiam uma única cópia do programa caso tornassem o projeto comercial.
Uma versão alpha foi lançada no final de fevereiro de 2001 e todos os inicialmente planejados foram implementados na versão beta 2.1.
A partir da versão 3 – reescrita por completo – foi adicionado suporte a outros sistemas operacionais além do Windows, incluindo GNU/Linux e macOS.